# Lago Federa

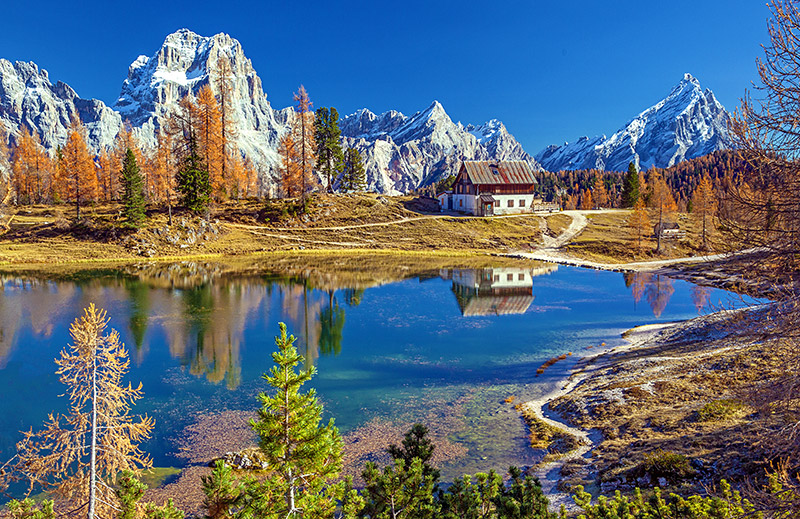
Lago Federa

Il Lago di Federa (a volte impropriamente chiamato "Lago da Lago") è un lago alpino d'alta quota situato ai piedi della Croda da Lago e nel territorio comunale di Cortina d'Ampezzo, in provincia di Belluno. Nonostante sia privo di immissari ed emissari il livello del lago rimane pressoché costante durante tutto l'anno grazie a sorgenti sotterranee che ne alimentano le acque.

## Geografia
Il lago giace in un'amena conca al piede orientale della turrita cresta della Croda da Lago e in vista del Becco di Mezzodì, la famosa cima che elevandosi su Forcella Ambrizzola segna il culmine del giorno per le genti d'Ampezzo. Sulla sponda meridionale sorge lo storico rifugio Croda da Lago - Gianni Palmieri. Lo circondano gli estremi larici di estesi boschi e le ampie distese prative della Monte de Federa, l'antico pascolo per le pecore da latte (le fede) proprietà delle Regole d'Ampezzo (nello specifico della Regola di Ambrizzola). La bellezza dell'ambiente circostante e la relativa facilità di accesso mediante vari percorsi escursionistici (il rifugio si trova lungo l'Alta Via n.1), hanno reso il lago molto popolare turisticamente e ampiamente raffigurato nelle cartoline come simbolo delle Dolomiti.